# Індіан-Рівер (Мічиган)
Індіан-Рівер (англ. Indian River) — переписна місцевість (CDP) в США, в окрузі Чебойган штату Мічиган. Населення — 1950 осіб (2020).

## Географія
Індіан-Рівер розташований за координатами 45°26′2″ пн. ш. 84°37′18″ зх. д. / 45.43389° пн. ш. 84.62167° зх. д. (45.433852, -84.621748).  За даними Бюро перепису населення США в 2010 році переписна місцевість мала площу 52,39 км², з яких 33,33 км² — суходіл та 19,06 км² — водойми.

## Демографія
Згідно з переписом 2010 року, у переписній місцевості мешкало 1959 осіб у 913 домогосподарствах у складі 587 родин. Густота населення становила 37 осіб/км².  Було 1731 помешкання (33/км²).
Расовий склад населення:
| - 96,0 % — білих - 1,9 % — корінних американців - 0,3 % — азіатів - 0,1 % — вихідців з тихоокеанських островів - 0,1 % — чорних або афроамериканців |

До двох чи більше рас належало 1,3 %. Частка іспаномовних становила 0,9 % від усіх жителів.
За віковим діапазоном населення розподілялося таким чином: 18,0 % — особи молодші 18 років, 56,0 % — особи у віці 18—64 років, 26,0 % — особи у віці 65 років та старші. Медіана віку мешканця становила 51,6 року. На 100 осіб жіночої статі у переписній місцевості припадало 92,2 чоловіків;  на 100 жінок у віці від 18 років та старших — 88,3 чоловіків також старших 18 років.
Середній дохід на одне домашнє господарство  становив 55 411 долар США (медіана — 47 981), а середній дохід на одну сім'ю — 64 709 доларів (медіана — 59 940). Медіана доходів становила 45 871 долар для чоловіків та 39 545 доларів для жінок. За межею бідності перебувало 11,0 % осіб, у тому числі 10,6 % дітей у віці до 18 років та 16,7 % осіб у віці 65 років та старших.
Цивільне працевлаштоване населення становило 690 осіб. Основні галузі зайнятості: мистецтво, розваги та відпочинок — 18,4 %, роздрібна торгівля — 16,8 %, освіта, охорона здоров'я та соціальна допомога — 15,9 %.